# Parilla

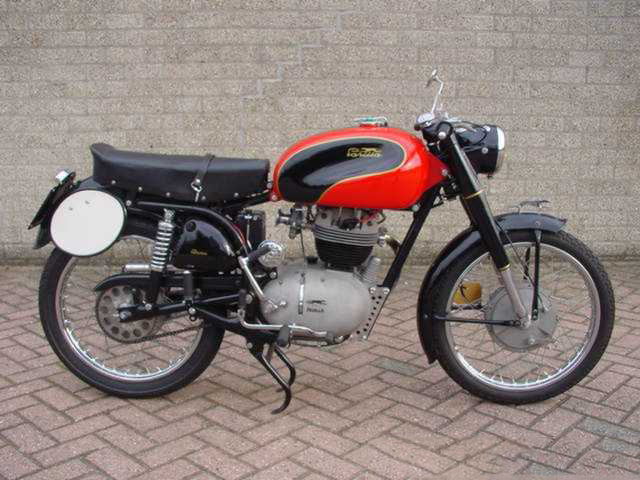
Parilla Sport Lusso Corsa 175 cc uit 1955

Parilla is een historisch merk van motorfietsen.
Moto Giovanni Parrilla, Milano (1946-1967).
Giovanni Parrilla (met twee "r"-en) begon na de Tweede Wereldoorlog een bedrijfje voor de revisie van brandstofpompen, maar in 1946 bouwde hij als hobby-object samen met Alfredo Bianchi zijn eerste motorfiets. Dit was een 250 cc racemotor met enkele bovenliggende nokkenas die door een koningsas werd aangedreven. Om de racerij te bekostigen begon men ook straatmotoren te produceren, waarmee een heus motormerk was geboren. De motorfietsen waren feitelijk kopieën van de racemotor. Deze modellen, die monoalbero (enkele nokkenas) werden genoemd, bleven - in toer- en sportuitvoering - tot 1952 in productie. Later werden voor straatgebruik paralleltwins geproduceerd. In 1948 was ing. Salmaggi (ex- Gilera) aangetrokken, die een 250 cc tweetakt ontwierp, die goed werd verkocht. Ook verbeterde hij de monoalbero en monteerde een tweede nokkenas, waardoor de machine Bialbero ging heten. 
In de volgende jaren werden er 49- tot 348 cc-modellen en verschillende scooters geproduceerd. Steeds bleef de motorsport een belangrijke rol spelen, en veel modellen werden aanvankelijk voor wedstrijden ontworpen, waarna een straatversie verscheen. In 1955 bouwde Victoria een 174 cc Parilla-blok in.
In 1965 eindigde de productie en ging Parilla kartmotortjes bouwen, maar al in 1966 verscheen er een enduro-machine waarvan het 125 cc blokje van de kartmotor was afgeleid, onder de merknaam MP (Moto Parilla). De naam van Giovanni Parrilla (met dubbele "r") werd in de merknaam vereenvoudigd.
- Alfredo Bianchi zou later constructeur worden van de Aermacchi-motorfietsen
- Er was nog een merk met de naam MP, zie MP (Turijn).